# شب سال نو (فیلم ۲۰۱۱)
شب سال نو (انگلیسی: New Year's Eve) فیلمی در ژانر کمدی رمانتیک به کارگردانی گری مارشال است که در سال ۲۰۱۱ منتشر شد.

## چکیده داستان
شب سال نو، زندگی چند زوج و چند مجرد در نیویورک در هم می‌آمیزد.

## بازیگران
- هلی بری
- جسیکا بیل
- جان بون جووی
- ابیگیل برسلین
- لوداکریس
- رابرت دنیرو
- جاش دوهامل
- زک افران
- هکتور الیزوندو
- کاترین هیگل
- اشتون کوچر
- لی میشل
- سارا جسیکا پارکر
- میشل فایفر
- تیل شوایگر
- هیلاری سوانک
- سوفیا ورگارا
- جیک تی. آستین
- جیم بلوشی
- کری الویس
- کارلا گوجینو
- آلیسا میلانو
- سارا پلسون
- راسل پیترس
- رایان سیکرست
- یاردلی اسمیت
- ست مایرز
- چری جونز
- درنا د نیرو
- جک مک‌گی
- جان لیسگو
- لری میلر
- متیو برودریک
- کاترین مک‌نامارا